# Ключ 22
| 匚                     | 匚             | 匚             |
| ---------------------- | -------------- | -------------- |
| 21                     | 22             | 23             |
| Піньінь:               | fāng           | fāng           |
| Чжуїнь:                | ㄈㄤ           | ㄈㄤ           |
| Вейд-Джайлз:           | fang1          | fang1          |
| Ютпхін:                | fong1          | fong1          |
| Он:                    |                |                |
| Кун:                   |                |                |
| Кандзі:                | 匚構 hakogamae | 匚構 hakogamae |
| Хун:                   | 상자 sanja     | 상자 sanja     |
| Им:                    | 방 bang        | 방 bang        |
| Індекс у Вікісловнику: | 匚             | 匚             |

Ключ 22 — ієрогліфічний ключ, що означає коробка і є одним із 23 (загалом існує 214) ключів Кансі, що складаються з двох рисок. 
У Словнику Кансі 64 символи із 40 000 використовують цей ключ.

## Символи, що використовують ключ 22

Як писати ієрогліф.

| кількість рисок | ієрогліфи   |
| --------------- | ----------- |
| без додаткових  | 匚          |
| 3 додаткові     | 匛 匜 匝 匞 |
| 4 додаткові     | 匟 匠 匡 匢 |
| 5 додаткових    | 匣 匤 匥 医 |
| 7 додаткових    | 匦 匧       |
| 8 додаткових    | 匨 匩 匪 匫 |
| 9 додаткових    | 匬 匭 匮    |
| 11 додаткових   | 匯 匰       |
| 12 додаткових   | 匱 匲       |
| 13 додаткових   | 匳          |
| 14 додаткових   | 匴          |
| 15 додаткових   | 匵          |
| 17 додаткових   | 匶          |
| 18 додаткових   | 匷          |